# 格倫冰川
80°44′S 25°16′W / 80.733°S 25.267°W
格倫冰川（英語：Glen Glacier）是南極洲的冰川，位於科茨地，全長13公里，流經沙克爾頓山脈，最終在里德山脈以西注入里卡弗里冰川，現時由南極條約體系管理。